# Biografielijst Ed

## Eda
- Hirokazu Kore-Eda (1962), Japans filmmaker
- Victorio C. Edades (1895-1985), Filipijns kunstschilder
- Christophe Edaleine (1979), Frans wielrenner
- Edan, pseudoniem van Edan Portnoy, (1978), Amerikaans rapper, diskjockey en muziekproducent
- Edarem, pseudoniem van Edward Muscare, (1932-2012), Amerikaans entertainer

## Edb

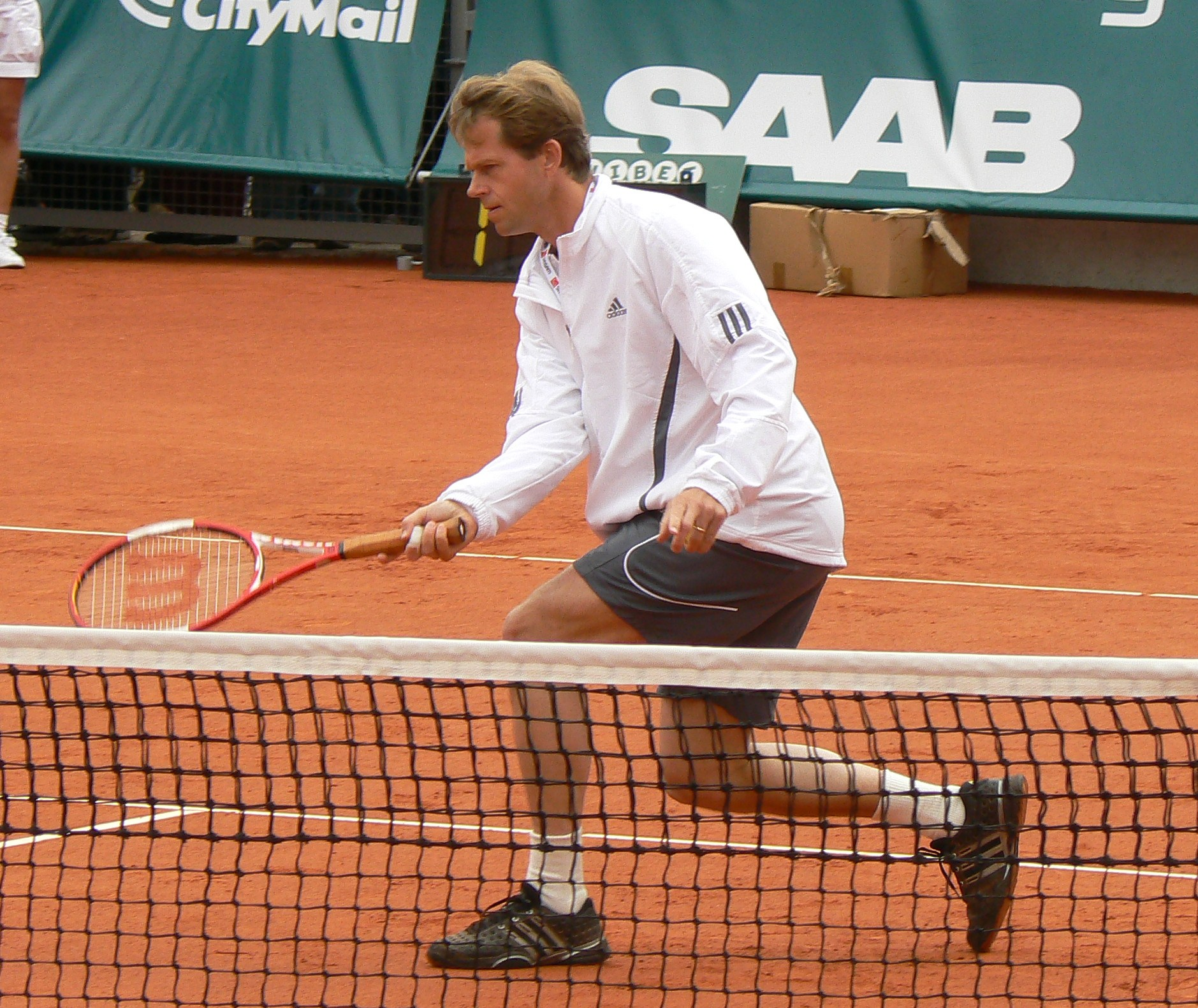
Stefan Edberg (2007)

- Pelle Edberg (1979), Zweeds golfspeler
- Stefan Bengt Edberg (1966), Zweeds tennisser

## Edd

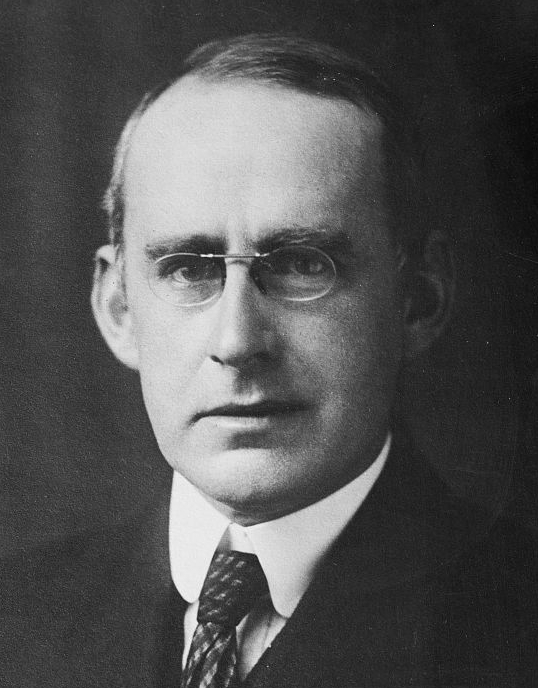
Arthur Stanley Eddington

- Naser ed-Din Kadjar (1831-1896), Perzisch sjah
- Mohammed Khaïr-Eddine (1941-1995), Marokkaans schrijver
- David Eddings (1931-2009), Amerikaans schrijver
- Arthur Stanley Eddington (1882-1944), Brits astronoom
- Paul Eddington (1927-1995), Engels acteur
- Mozaffar ed-Din Kadjar (1853-1907), Perzisch heerser
- Eric Rucker Eddison (1882-1945), Brits schrijver
- Duane Eddy (1938-2024), Amerikaans gitarist
- Paul Eddy (1944-2009), Engels journalist en schrijver
- Sonya Eddy (1967), Amerikaans actrice

## Ede

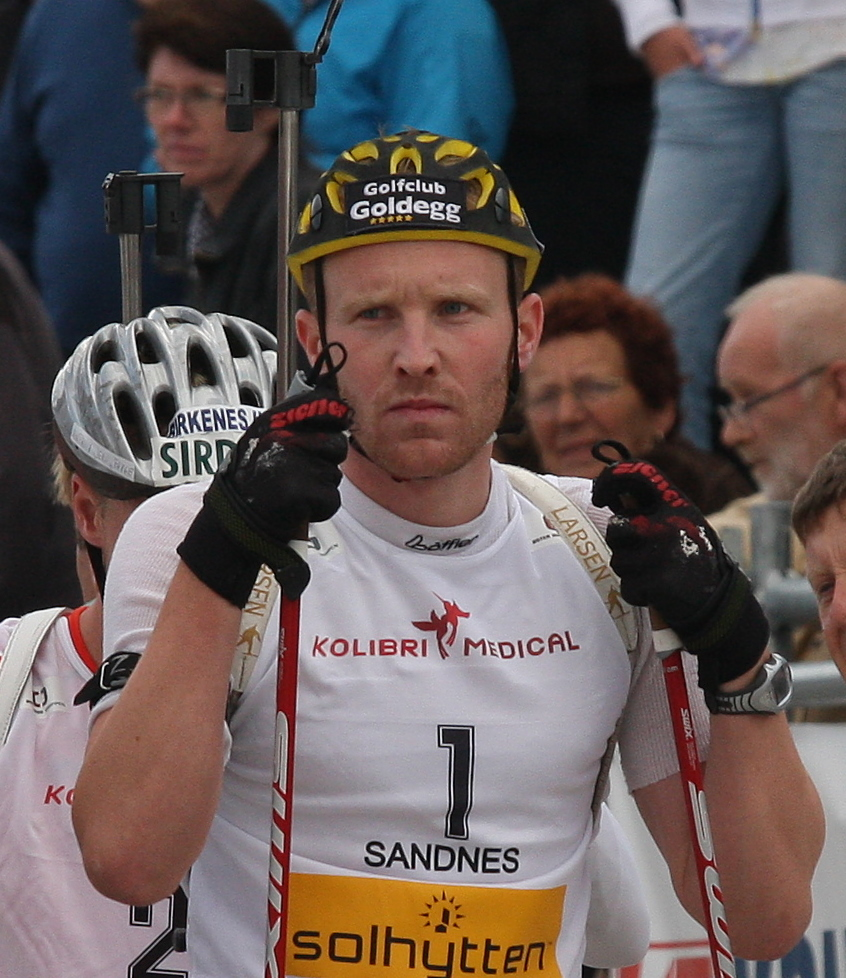
Simon Eder

- Bies van Ede (1957), Nederlands schrijver
- Jan Willem van Ede (1963), Nederlands voetballer
- Pieter Maarten van Ede (1965), Nederlands hockeyspeler
- Tonny van Ede (1924-2011), Nederlands voetballer
- Frank Edebau (1915-1987), Belgisch museumdirecteur
- Alexandra Edebo (1996), Zweeds freestyleskiester
- Edeko (5e eeuw), Skirisch hertog
- Anam Edel, bekend als Paul Lawrence Smith, (1939), Amerikaans acteur
- Apoula Edima Bete Edel (1986), Kameroens-Armeens voetballer
- Loek den Edel (1933-2022), Nederlands voetballer
- Abraham Niclas Clewberg-Edelcrantz (1754-1821), Zweeds baron en dichter
- Leonard Edelen (1937-1997), Amerikaans marathonloper
- Albert Edelfelt (1854-1905), Fins kunstschilder
- Diane Hendrina Edelijn (1960), Nederlands zwemster
- Cornelis Hendrik (Cees) Edelman (1903-1964), Nederlands hoogleraar
- Gerald Maurice Edelman (1929-2014), Amerikaans bioloog en Nobelprijswinnaar
- Gregg Edelman (1958), Amerikaans acteur
- Marek Edelman (1922-2009), Pools cardioloog en politicus, leider Opstand in het getto van Warschau
- Randy Edelman (1947), Amerikaans componist
- Jan Edelman Bos (1925-2024), Nederlands bedrijfskundige
- Heinz Edelmann (1934-2009), Duits illustrator en ontwerper
- Tino Edelmann (1985), Duits noordse combinatieskiër
- Alida Wilhelmina Edelman-Vlam (1909-1999), Nederlands sociaal-geograaf
- Gershon Edelstein (1923-2023), Israëlisch rabbijn en spiritueel leider
- Jakob Edelstein (1903-1944), Tsjechoslowaaks zionist, sociaaldemocraat en voorzitter van de Joodse Raad in het getto Theresienstadt
- Lisa Edelstein (1966), Amerikaans actrice en toneelschrijfster
- Edelwolv (800-858), Koning van Wessex (839-856) en van Kent (825-856)
- Anthony Eden (1897-1977), Engels staatsman
- Barbara Eden, pseudoniem van Barbara Jean Moorhead, (1934), Amerikaans actrice en zangeres
- Bobbi Eden (1980), Nederlands pornoactrice, visagiste, columniste en glamourmodel
- Jacobus Johannes (Jaap) Eden (1873-1925), Nederlands schaatser en wielrenner
- Richard Eden (ca. 1521-1576), Engels schrijver
- Richard Eden (1956), Amerikaans acteur
- Alexandra Edenborough (1977), Brits jazz- en elektronica-zangeres en celliste
- Harm Jacob Edens (1961), Nederlands tekstschrijver en presentator
- Nanette Edens (1969), Nederlands actrice en theaterregisseuse
- Otto Eder (1924-1982), Oostenrijks kunstschilder en beeldhouwer
- Simon Eder (1983), Oostenrijks biatleet
- Gertrude Caroline Ederle (1906-2003), Amerikaans zwemster
- Anton Ederveen (1971), Nederlands politicus
- Arjan Ederveen Janssen (1956), Nederlands acteur, televisiemaker en tekstschrijver
- Ya'akov Edery (1950), Israëlisch politicus
- Ivan Edesjko (1945), Wit-Russisch basketballer
- Alexius van Edessa (+ca. 430), Anatolisch heremiet en heilige
- Jocelin I van Edessa, pseudoniem van Jocelin van Courtenay, (ca. 1070-1131), vorst van Galilea (1112-1119) en graaf van Edessa (1118-1131 )
- Jocelin II van Edessa (ca. 1113-1159), graaf van Edessa (1131-1145)
- Jocelin III van Edessa (ca. 1135-ca. 1190), graaf van Edessa (1159-ca. 1090)
- Matheos van Edessa (ca. 1050-1144), Armeens historicus en monnik
- Rabbula van Edessa (ca. 350-435), Syrische bisschop van Edessa (411-435) en theoloog
- Thoros van Edessa (+1098), Armeens heerser over Edessa
- Nicolas Edet (1987), Frans wielrenner

## Edf
- Johan Edfors (1975), Zweeds golfer

## Edg
- Edgar van Engeland (ca. 942-975), koning van Engeland (959-975)
- Edgar van Schotland (1074-1107), koning van Schotland (1097-1107)
- George Willem Fred. (Boy) Edgar (1915-1980), Nederlands jazzmuzikant, medicus en verzetsstrijder
- Jessica Edgar (2005), Brits autocoureur
- Jonny Edgar (2004), Brits autocoureur
- Ross Edgar (1983), Brits wielrenner
- Tyrone Edgar (1982), Brits sprinter
- Graeme Edge (1941-2021), Brits musicus
- The Edge, pseudoniem van David Howell Evans, (1961), Iers rockgitarist
- Harold Eugene (Doc) Edgerton (1903-1990), Amerikaans wetenschapper en uitvinder
- Francis Ysidro Edgeworth (1845-1926), Iers econoom en professor
- Maria Edgeworth (1767-1849), Engels schrijfster
- Richard Lovell Edgeworth (1744-1817), Brits ingenieur, uitvinder, schrijver en politicus

## Edi
- Edílson, pseudoniem van Edílson da Silva Ferreira, (1971), Braziliaans voetballer
- Salah Edin, pseudoniem van Abid Tounssi, (1980), Nederlands-Marokkaans rapper
- Victoria van Edinburgh, geboren als Victoria Melita van Saksen-Coburg en Gotha, (1876-1936), Engels edelvrouw
- Alfred Alexander William Ernest Albert van Edinburgh (1874-1899), Erfprins van Saksen-Coburg en Gotha
- Marie Alexandra Victoria van Edinburgh (1875-1938), Engels prinses van Edinburgh en van Saksen-Coburg-Gotha en koningin van Roemenië
- Pieter van Edingen (ca. 1450-1531), Vlaams tapijtwever
- Wouter I van Edingen (1240-1271), Heer van Edingen (1256-1271)
- Zeger I van Edingen (1197-1256), Heer van Edingen (1242-1256)
- Zeger II van Edingen (+1364), Graaf van Brienne (1356-1364)
- Ludwig Edinger (1855-1918), Duits neuroloog
- Sophie Edington (1984), Australisch zwemster
- Harry (Sweets) Edison (1915-1999), Amerikaans jazztrompettist
- Thomas Alva Edison (1847-1931), Amerikaans uitvinder en zakenman
- Editha van Wessex (ca. 910-946), Koningin-gemaal van het Heilige Roomse Rijk (936-946)
- Edith van Wessex (1029-1075), Koningin van Engeland (1045-1066)
- Bas Edixhoven (1962-2022) Nederlands wiskundige

## Edj
- Ntone Edjabe (1970), Kameroens diskjockey, schrijver, journalist, kunstenaar en uitgever
- Juvenal Edjogo-Owono Montalbán (1979), Spaans-Equatoriaal-Guinees voetballer

## Edl
- William (Bill) Edler (1964), Amerikaans pokerspeler

## Edm

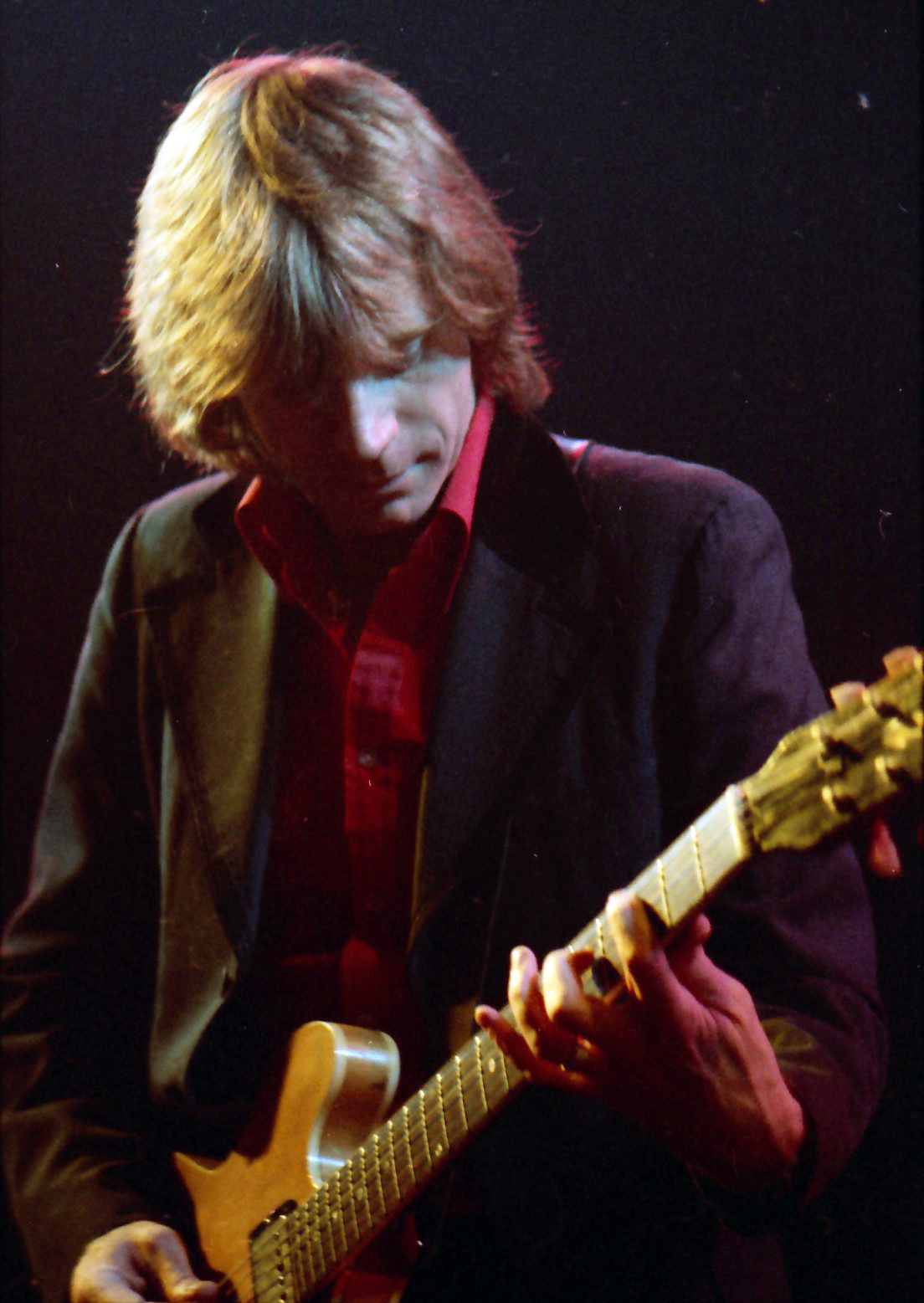
Dave Edmunds

- Erik Kenneth Edman (1978), Zweeds voetballer
- Jens Edman (1976), Zweeds autocoureur
- José Edmílson Gomes de Moraes (1976), Braziliaans-Italiaans voetballer
- Jade Edmistone (1982), Australisch zwemster
- J. Trevor Edmond, geboren als Jerome Trevor Edmond, (1969), Amerikaans acteur
- Olivier Edmond (1970), Frans golfspeler
- Pascal Edmond (1971), Frans golfer
- Kenneth Brian Edmonds, bekend als Babyface, (1958), Amerikaans singer-songwriter, gitarist, toetsenist, en platen- en film-producer
- Adrian Edmondson (1957), Engels acteur, auteur, komiek en muzikant
- Mark Edmondson (1954), Australisch tennisspeler
- Edmund van Lancaster, bekend als Crouchback, (1245-1296), vorst van Sicilië en Apulië, graaf van Leicester en van Lancaster
- Edmund I van Engeland (921-946), Koning van Engeland (939-946)
- Edmund II van Engeland (990-1016), Koning van Engeland (1016)
- Dave Edmunds (1944), Welsh rockgitarist, zanger en producer
- Don Edmunds (1930), Amerikaans Formule 1-coureur
- Edna May Edmunds, bekend als Edna Healey, (1918-2010), Brits schrijfster, docente en documentairemaakster
- Polina Edmunds (1998), Amerikaans kunstschaatsster

## Edn
- Beatie Edney (1962), Brits actrice
- Philip (Spike) Edney (1951), Brits toetsenist

## Edo
- Ángel Edo Alsina (1970), Spaans wielrenner
- Nóra Edöcsény (1974), Hongaars triatlete

## Edr
- Edred (ca. 923-955), Koning van Engeland (946-955)
- Muktar Edris (1994), Ethiopisch atleet

## Eds
- Ralf Edström (1952), Zweeds voetballer
- Johannes Sigfrid (Sigfrid) Edström (1870-1964), Zweeds industrieel en sportofficial
- Sonja Edström-Ruthström (1930-2020), Zweeds langlaufster

## Edu
- Edu (1978), Braziliaans voetballer en voetbalbestuurder
- Bonifacio Ondó Edu (1969), Equatoriaal-Guinees politicus
- Eduard de Belijder (ca. 1004-1066), koning van Engeland (1042-1066)
- Eduard de Martelaar (962-978), Koning van Engeland (975-978)
- Eduard de Oudere (871-924), Koning van Engeland (899-924)
- Eduard George Willem Maximiliaan van Anhalt (1861-1918), Hertog van Anhalt (1918)
- Eduard van de Palts (1625-1663), Paltsgraaf van Simmern
- Eduard van Gelre (1336-1371), Hertog van Gelre (1361-1371)
- Eduard van Portugal (1391-1438), Koning van Portugal (1433-1438)
- Eduard van Woodstock (1330-1376), Prins van Wales en 1e opvolger voor de Engelse troon
- Michiel (Mike) Eduard, bekend als DJ Mikey, (1981), Nederlands diskjockey
- Polle Eduard (1948), Nederlands zanger, muzikant, tekstschrijver en componist
- Eduard I van Engeland (1239-1307), Engels koning (1272-1307)
- Eduard II van Engeland (1284-1327), Engels koning (1307-1327)
- Eduard III van Engeland (1312-1377), Engels koning (1327-1377)
- Eduard IV van Engeland (1442-1483), Engels koning (1461-1470, 1471-1483) en Hertog van York (1460-1461)
- Eduard V van Engeland (1470-1483), Engels koning (1483)
- Eduard VI van Engeland (1537-1553), koning van Engeland (1547-1553)
- Eduard VII van het Verenigd Koninkrijk (1841-1910), koning van het Verenigd Koninkrijk van Groot-Brittannië en Ierland en keizer van India (1901-1910)
- Eduard VIII van het Verenigd Koninkrijk (1894-1972), koning van het Verenigd Koninkrijk en keizer van India (1936)
- Eduard August, hertog van Kent (1767-1820), Brits prins, hertog van Kent en Strathearn, graaf van Dublin
- Eduardo da Silva (1983), Braziliaans-Kroatisch voetballer
- Carlos Eduardo Marques (1987), Braziliaans voetballer
- José Eduardo de Araújo (1991), Braziliaans voetballer
- Mark Edusei (1976), Ghanees voetballer

## Edv
- Leif Edvinsson (ca. 1946), Zweeds managementwetenschapper

## Edw

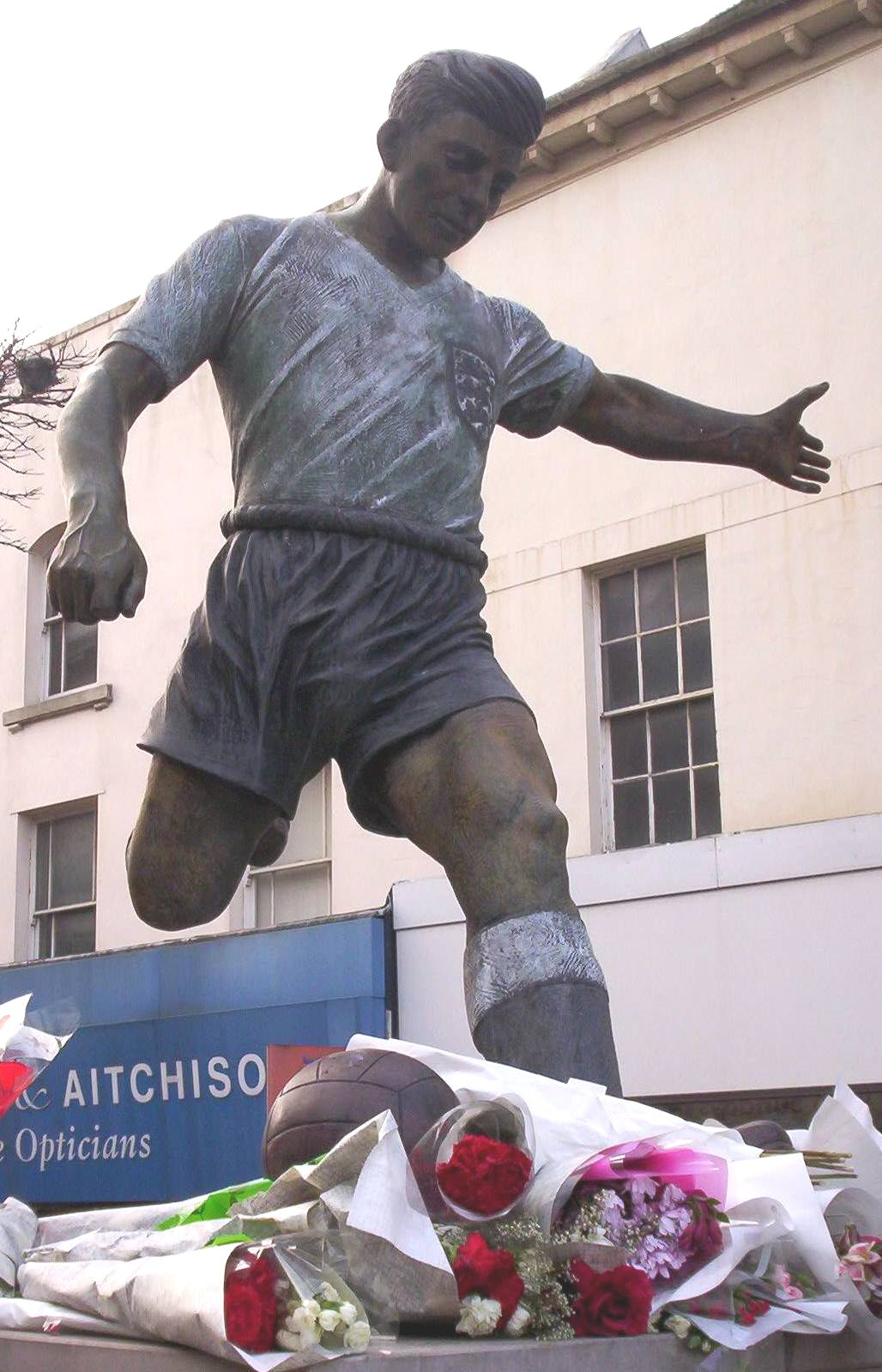
Duncan Edwards

- Alonso Edward (1989), Panamees atleet
- Edward Antony Richard Louis Mountbatten-Windsor, graaf van Wessex (1964), graaf van Wessex
- Harry Edward (1898-1973), Brits atleet
- Edward Nicholas Patrick Windsor, hertog van Kent (1935), Hertog van Kent
- Natalie Edwardes (1978), Nederlands actrice
- Aimee-Ffion Edwards (1987), Welsh actrice
- Anthony Edwards (2001), Amerikaans basketballer
- Anthony Peter Planck Edwards (1962), Amerikaans acteur
- Blake Edwards, pseudoniem van William Blake McEdwards, (1922-2010), Amerikaans filmregisseur en scenarist
- Colin Edwards, bekend als Texas Tornado, (1975), Amerikaans motorcoureur
- David Edwards, bekend als Honeyboy, (1915-2011), Amerikaans Delta blues-gitarist en zanger
- Dennis Edwards (1943-2018), Amerikaans soulzanger
- Don Edwards (1915-2015), Amerikaans politicus
- Don Edwards (1935 of 1936-2022), Amerikaans countryzanger, gitarist en acteur
- Duncan Edwards (1936-1958), Engels voetballer
- Eilleen Regina Edwards, bekend als Shania Twain, (1965), Canadees popzangeres
- George Edwards (1694-1773), Engels natuurwetenschapper en ornitholoog
- Guy Richard Goronwy Edwards (1942), Brits Formule 1-coureur
- Henri Milne-Edwards (1800-1885), Frans zoöloog
- Hywel Teifi Edwards (1934-2010), Welsh historicus en schrijver
- Hugh Edwards (1906-1972), Brits roeier
- Jackie Edwards (1971), Bahamaans atlete
- James Franklin Edwards (1955), Amerikaans basketballer
- Jesse Edwards (2000), Nederlands basketballer
- John (Rhino) Edwards (1953), Brits bassist
- John Hilton Edwards (1928-2007), Brits geneticus
- Johnny Reid (John) Edwards (1953), Amerikaans politicus en advocaat
- Jonathan David Edwards (1966), Engels atleet
- Jonathan Edwards (1703-1758), Amerikaans opwekkingsprediker, theoloog en zendeling
- Marcus Lakee Edwards, bekend als Lil' Keke, (1976), Amerikaans rapper
- Michael (Eddie) Edwards, bekend als Eddy the Eagle, (1963), Engels schansspringer
- Paul Edwards (1978), Amerikaans autocoureur
- Reign Edwards (1996), Amerikaans actrice
- Rhian Edwards (1981), Welsh dartsspeler
- Richey James Edwards (1967-verdwenen in 1995), Welshe gitarist en lyricist
- Robert Geoffrey Edwards (1925-2013), Brits fysioloog en Nobelprijswinnaar
- Ross Edwards (1943), Australisch componist
- Sally Edwards (1947), Amerikaans triatlete
- Sean Edwards (1986-2013), Brits autocoureur
- Stacy Edwards (1965), Amerikaans actrice
- Stanley Ted (Jango) Edwards (1950-2023), Amerikaans clown en entertainer
- Stewart Hylton Edwards (1924-1987), Brits componist
- Torri Edwards (1977), Amerikaans atlete
- William Frederic Edwards (1777-1842), Frans etnoloog en geneesheer
- Carl Michael Edwards II (1979), Amerikaans autocoureur
- Agustín Edwards Mac Clure (1878-1941), Chileens advocaat, bankier, zakenman, diplomaat, politicus en uitgever
- Åke Edwardson (1953), Zweeds schrijver, journalist en hoogleraar
- Colin Edwin (1970), Australisch bassist
- Edwin van Northumbria (ca. 584-ca. 632), koning van Bernicia en koning van Deira
- Edwy (941-959), Koning van Engeland (955-959)

## Edz
- Edzard I van Oost-Friesland (1461-1528), Graaf van Oost-Friesland (1492-1528)
- Edzard II van Oost-Friesland (1532-1599), Graaf van Oost-Friesland (1540-1599)
- Achille Emana Edzimbi (1982), Kameroens voetballer